# فويتشخ فيباك
فويتشخ فيباك (بالبولندية: Wojciech Fibak) مواليد 30 أغسطس 1952 في بوزنان، هو لاعب كرة مضرب بولندي يلعب باليد اليمنى. هو أحد أبطال الجراند سلام. أعلى تصنيف له في الفردي كان المركز الـ 10 في سنة 1977.

## نهائيات البطولات الكبرى

### الزوجي: 2 (الألقاب 1, الوصافة 1)
| الحصيلة | السنة | البطولة           | الأرضية | الشريك     | المنافس في النهائي         | النتيجة في النهائي |
| الوصافة | 1977  | فرنسا المفتوحة    | ترابية  | يان كودس   | براين غوتفريد راؤول راميرز | 6–7, 6–4, 3–6, 4–6 |
| الفوز   | 1978  | أستراليا المفتوحة | عشبية   | كيم وارويك | بول كرونك كليف ليتشر       | 7–6, 7–5           |

## روابط خارجية
- فويتشخ فيباك على موقع رابطة محترفي التنس (الإنجليزية)
- فويتشخ فيباك على موقع الاتحاد الدولي لكرة المضرب (الإنجليزية)
- فويتشخ فيباك على موقع كأس ديفيز (الإنجليزية)
- فويتشخ فيباك على موقع خلاصة التنس.كوم (الإنجليزية)